# Liebenthal (Kansas)
Liebenthal – miasto w Stanach Zjednoczonych, w stanie Kansas, w hrabstwie Rush.